# لودویگ شورگاست
لودویگ شورگاست (به آلمانی: Ludwigschorgast) یک شهر در آلمان است که در بایرن واقع شده‌است.

## خصوصیات
لودویگ شورگاست ۵٫۹۵ کیلومترمربع مساحت دارد ۳۳۹ متر بالاتر از سطح دریا واقع شده‌است.